# Polésine
La Polésine est une région géographique de la Vénétie, en Italie. Située entre le Pô et l'Adige, elle comprend la totalité de la province de Rovigo, la partie méridionale de la province de Vérone et une partie de la commune de Cavarzere dans la province de Venise.

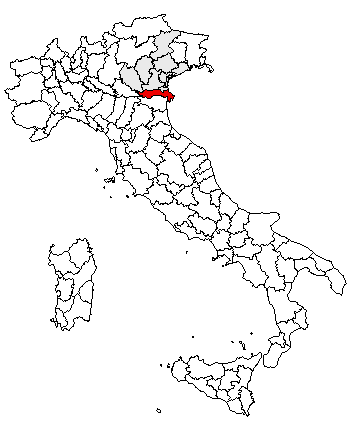
Position de Polésine sur la carte de l’Italie.

## Géographie
La Polésine est bornée :
- au nord par les provinces de Padoue et de Venise ;
- au sud par celle de Ferrare ;
- à l'ouest par celle de Mantoue ;
- à l'est par l'Adriatique.

La Polésine est formée d'alluvions, bonifiées par un réseau de canaux de drainage qui permettent d'assécher les terres (ou marais) afin de pouvoir cultiver la betterave à sucre, le maïs et le soja.
La ville la plus importante est Rovigo (52 000 habitants), suivie par Adria (20 000 habitants). Les autres agglomérations d'importance sont Badia Polesine, Arquà Polesine, Porto Viro, Porto Tolle, Loreo, Polesella, Lendinara et Lusia.
La Polésine est traversée par l'autoroute A13 et la route nationale 434 Transpolesana.

## Étymologie
Le nom Polésine est une dénomination vénète (orthographe classique) qui dérive du latin médiéval pollìcinum ou polìcinum, c’est-à-dire « terre marécageuse ».
Il était utilisé dans l’Antiquité comme nom commun pour désigner un des nombreux îlots de terre qui émergeaient de l’intérieur des cours d’eau, d’un caractère précaire et destinés à être de nouveau submergés à la prochaine crue.
Certains documents du Moyen Âge font référence au terme  Polesino  pour désigner une propriété délimitée par les eaux qui l’entouraient. Puis fait référence à la caractéristique principale du territoire comme il se présentait après les bouleversements hydrographiques qui suivirent la chute de l’Empire romain et l’abandon de l’entretien des fleuves.

## Géographie
Le territoire de la Polésine s’est modifié au cours des siècles en fonction des changements du cours des deux fleuves qui ont délimité ses confins ; Le Pô et l'Adige, qui sont le premier et le quatrième fleuve italien pour leur débit, ont toujours apporté une énorme quantité d’eau sur ce territoire.
Un troisième fleuve, le Pô du Levant, traverse la Polésine en maintenant son cours entre les deux fleuves principaux. Cette situation a nécessité le creusement et l’entretien de nombreux canaux artificiels de bonification (drainage agricole), effectués par la république de Venise.
La Polésine est en outre soumise au phénomène de subsidence, en tant qu’effet collatéral du relèvement des Alpes et des Apennins dû à la poussée tectonique de la plaque africaine.
Au-delà des modifications causées par les cours d’eau, par les effets alluvionnaires et à la main de l’homme : le territoire s’étend constamment vers l’Est à cause des sédiments déposés par les fleuves à leur embouchure.

## Histoire

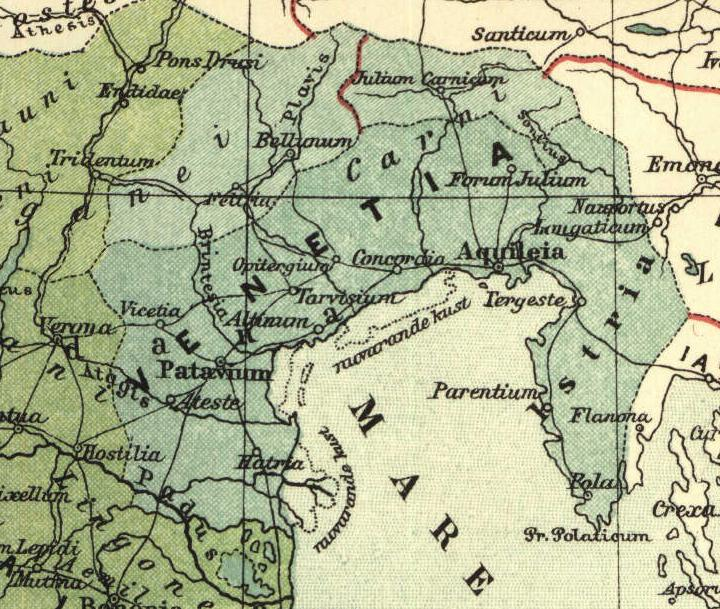
Au temps d’Auguste l'Adige débouchait plus au nord et le Pô plus au sud ; toute la région au nord du Po di Volano, qui ne s’appelait pas encore Polésine, faisait partie de la Regio X Venetia et Histria.

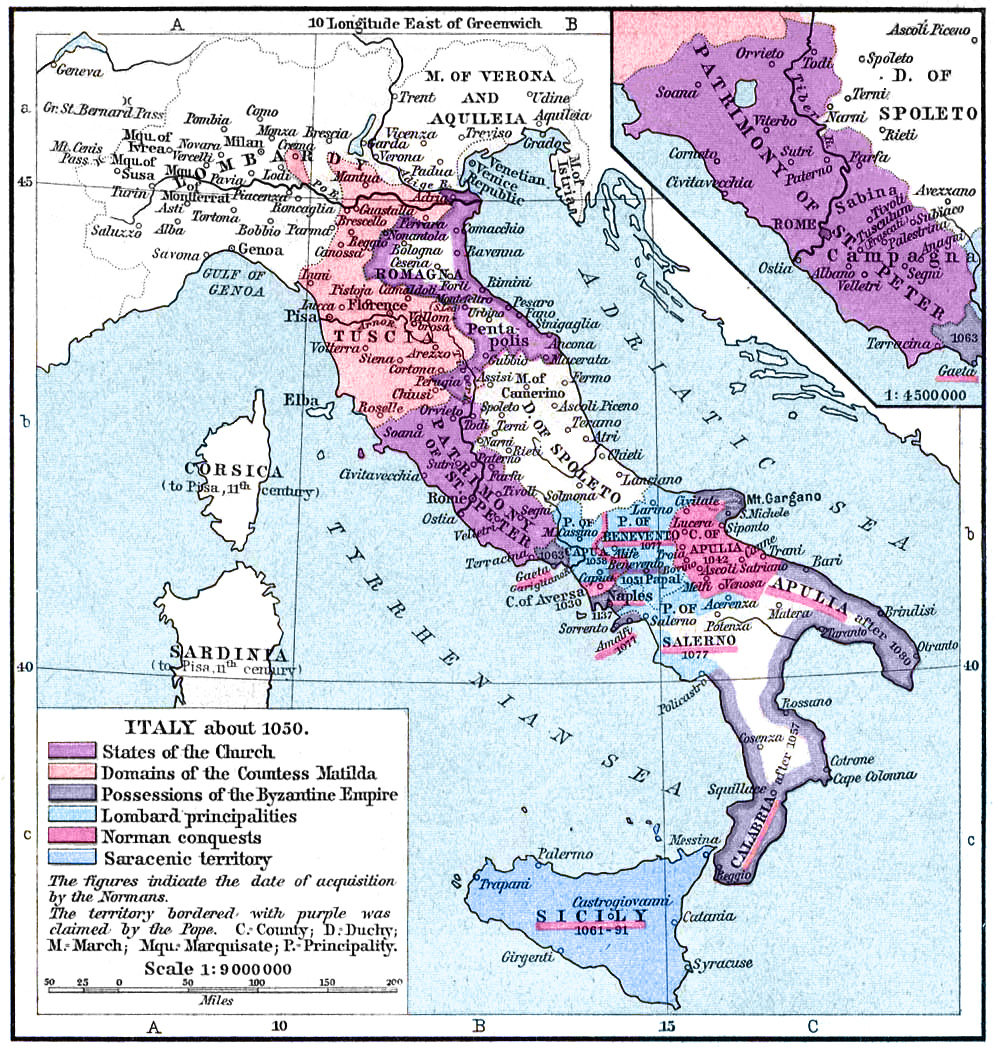
En 1050 le delta du Pô et le territoire d’Adria font partie de la Romagne byzantine, alors que le reste de la Polésine sera la possession de Mathilde de Toscane.

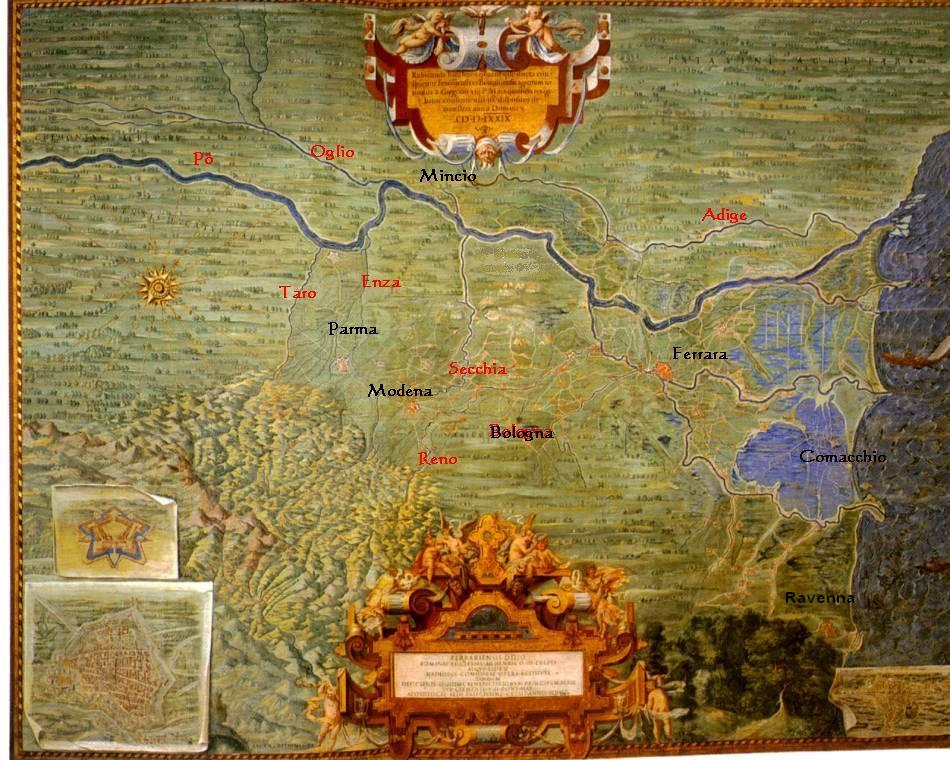
La Polésine (au nord-est) et l'Émilie-Romagne an 1585, quand le cours principal du Pô débouchait plus au nord, avant le "taglio di Porto Viro" de 1604.

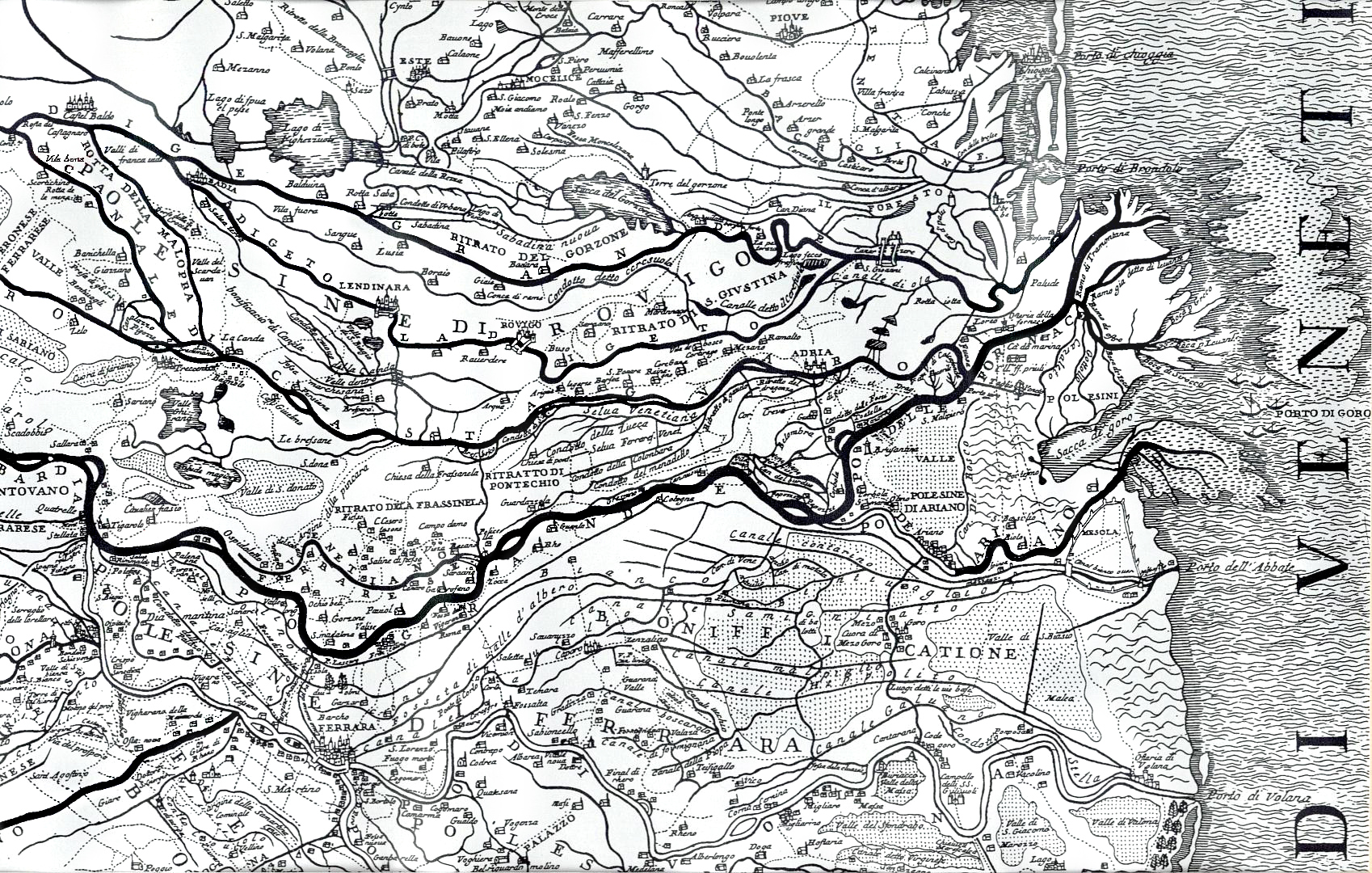
La Polésine et les zones contigües sur une carte de 1603.

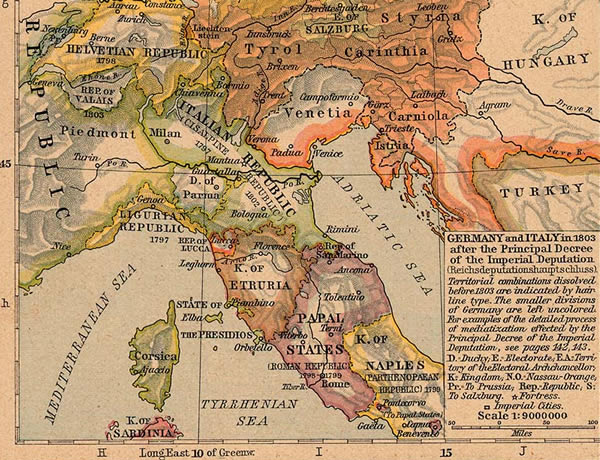
Sur la carte de 1803, la Polésine fait partie de la République italienne et n’était pas compris dans la Vénétie (partie du domaine autrichien).

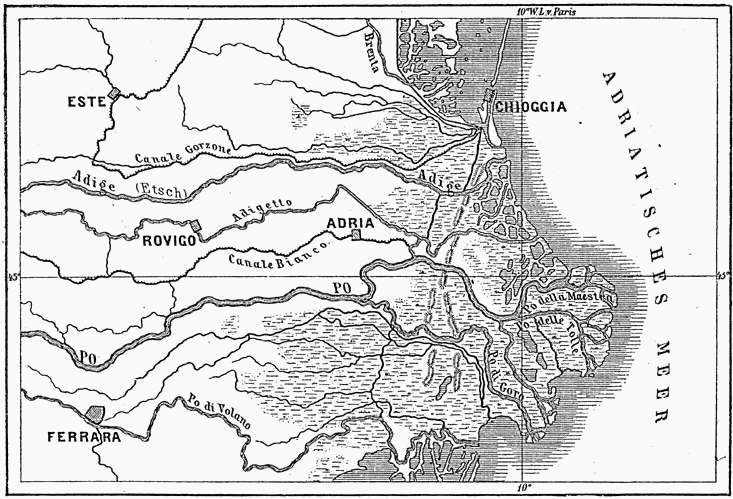
Le moyen et bas Polésine en 1885; le cours principal des fleuves est celui actuel.

### Histoire antique
Dans l’antiquité l’Adige débouchait dans la lagune de Venise suivant un cours plus septentrional qu’aujourd’hui, alors que le cours principal du Pô suivait le bas du Pô de Primaro actuel ; le territoire compris entre les deux fleuves était donc plus vaste qu'aujourd’hui.
C’est certainement la fréquentation  de la zone côtière par les Grecs qui fonda Adria vers le XIIe siècle av. J.-C. sur ce qui, alors, était un bras du Delta du Pô et qui coïncidait avec le cours terminal du Mincio (actuellement le tronçon terminal du  Canal bianco).
La Rupture de Sermide (VIIIe siècle av. J.-C.) modifia le cours du Pô d'Adria, qui arrivait alors jusqu’à l’actuel Ficarolo puis pliait vers le sud. Le Pô à Adria recevant moins d’eau, s’enterra en quelques siècles.
La Polésine fut ensuite habitée par les Vénètes et Étrusques entre le VIe et le IVe siècle av. J.-C. et avaient en Adria le centre le plus important, au point que la cité donna son nom à la mer Adriatique.
De nombreuses découvertes témoignent de la présence étrusque. Dans tous les tombeaux découverts dans le hameau de Borsea (Rovigo), ont été trouvés des objets datés entre le VIe et Ve siècles av. J.-C., attribuables aux étrusques.
De même en localité de San Basilio, sur l’île d’Ariano entre le Pô de Venise et le Pô de Goro des vestiges archéologiques, de la même époque, ont été découverts dans les champs cultivés.
Quelques riches propriétaires terriens étrusques s’établirent également à San Cassiano de Crespino, Balone di Rovigo, Gavello, Crespino et Frattesina .
De ces découvertes, découle que la civilisation étrusque commença à s’étendre sur toute la péninsule italienne avant son déclin et son assimilation définitive à la civilisation romaine vers 500 Av.J-C. Les étrusque pour bonifier (drainer) les marais Adriane, territoires autour d’Adria, creusèrent des canaux appelés fossés  qui furent maintenus et amplifiés par les Romains. Au début du siècle, les fossés Augusta, Clodia, Filistina, Flavia, Messanicia et Neronia permettaient de naviguer de Ravenne à Aquilée tout en restant toujours à l’intérieur des lagunes et en parcourant aussi les canaux artificiels et tronçons de fleuves.
À l’époque romaine les ports plus importants sur le Pô sont : Crémone, Pavie (sur le tronçon terminal du Tessin), Plaisance, Brescello, Ostiglia, Vicus Varianus (l'actuelle Vigarano Mainarda) et Vicus Hobentia (l'actuelle Voghiera).
Le territoire faisait partie de la Regio X Venetia et Histria, qui avait comme confins méridionale le bras du Po di Volano.

### Histoire médiévale
Après la chute de l’Empire romain d’Occident, l’Adige change son cours à cause du non entretien de son lit et transforme le territoire en marais. Cet évènement est mis en parallèle avec la rupture de la Cucca (rotta della Cucca) en 589.
Le Pô change aussi son cours et le bras principal se retrouve sur l’actuel Po di Volano.
En 585, est fondé l'exarchat de Ravenne, une province de Empire byzantin dont la zone plus septentrionale était le territoire d’Adria avec tout le delta du Pô.
Le reste de la Polésine devient partie du territoire de l’antique Duché de Ferrare sous les Lombards.
À partir du IXe siècle, sur le Tartaro, qui s’écoulait dans le lit actuel de l'Adigetto (canal navigable qui longe l’Adige), les terres commencèrent à ré-émerger et y furent fondés les premiers centres de Badia Polesine, Lendinara, Villanova del Ghebbo, Rovigo et Villadose.
C’est à partir de ce moment que le territoire s’appela Polésine.
Autour de 950, la rupture du Pinzone (rotta del Pinzone, l’actuel Badia Polesine) causa un autre bouleversement du cours de l'Adige, qui en se déversant dans l’actuel Adigetto, entraina également le cours du Tartaro, qui se déplaça plus au sud où se trouve l’actuel Canalbianco.
En 1152 et les années suivantes, à la suite de la rupture de Ficarolo (rotta di Ficarolo), le cours principal du Pô se déplaça plus au nord, dérivant dans le Po di Tramontana (vers le nord), le Pô du Levant et le Po du Scirocco (verso sud).
À cette période le territoire de la Polésine de Rovigo et d’Adria, de l'Adige au Po di Volano, faisait formellement partie des États pontificaux donc de Ferrare, alors que le bas Polésine (les parties territoriales de Loreo, Rosolina, Porto Viro, Taglio di Po) faisaient partie de Venise.
De 1389 à 1393, la Polésine fut dévastée par une guerre entre la maison d’Este et la maison de Carrare (de Padoue) dans une tentative, avortée, de reconquérir Este.
Au terme de la guerre les finances de Ferrare étaient désastreuses au point que la régence de Nicolas III d'Este offrit la Polésine en gage aux vénitiens en échange d’un prêt considérable.
Ainsi commença une période de double administration, qui se termina en 1438, quand les vénitiens, occupés dans une guerre contre la maison de Gonzague, restituèrent la Polésine à la maison d’Este en échange de sa neutralité.
A l’automne de cette même année, une rupture des berges de l’Adige, entre Castagnarro et Badia Polesine (Rotta della Malopera), provoqua une crue désastreuse qui chamboula l’hydrographie du territoire : le cours principal de l’Adige se déplaça plus au nord et l’ancien cours devint l'actuel Adigetto; les canaux du Castagnaro et de la Malopera, qui s’ouvrirent ces années là, déchargèrent les eaux de l’Adige dans le Tartaro, la limpidité de ses eaux lui donna le nom de "Canalbianco" (canal blanc).
La Maison d’Este régna sur la Polésine jusqu’à sa défaite dans la "guerre du Sel" de 1482-1484.

### Histoire moderne
À la suite de cette défaite, les territoires au nord du Tartaro-Canalbianco, Polesella, Guarda Veneta, Adria et tout le delta passèrent sous la république de Venise avec le nom géographique de Polésine de Rovigo, alors que le reste du territoire resta à la maison d'Este sous le nom de Polésine de Ferrare et comprenait ladite Transpadana Ferrarese et les territoires au nord du Po di Volano.
Durant la guerre de la Ligue catholique (Italie) de 1508-1516, les Este gouvernèrent pour une brève période la Polésine de Rovigo, mais à la fin de la guerre tout redevint comme avant.
Bien plus habillement que les Este, les Vénitiens firent une politique d’exploitation intense et continue des ressources du territoire, interdisant tout développement économique, social et accès à l’autonomie. Il s’agissait d’une colonisation sans pitié, toujours plus avide et suffocante au fil des années, appauvrissant les richesses naturelles.
Entre 1600 et 1604, la République de Venise, malgré les objections de l’État pontifical, dévia vers le sud le tronçon final du Pô ; Œuvre qui passa à l’histoire sous le nom de "Taglio di Porto Viro". Ce fut la dernière variation hydrographie de la Polésine.
Par le traité de Campo-Formio de 1797, la Polésine de Rovigo fut cédée à l'empire d'Autriche, alors que la Polésine de Ferrare entra dans la République cisalpine.
De 1802 à 1813, toute la Polésine passa à la République italienne, transformée en 1805 en royaume d'Italie.
Le territoire faisait partie du Département du bas Pô, qui comprenait aussi l’actuelle province de Ravenne.

### Histoire contemporaine
Après la chute de Napoléon, en 1815, le congrès de Vienne établit que la Polésine de Rovigo, qui entre dans la partie du royaume de Lombardie-Vénétie, fut délimitée au sud par le Pô, y compris tout le Delta.
En 1819, le diocèse d’Adria reçut les mêmes changements : les confins furent redéfinis et il y eut un échange de territoire avec l'Archidiocèse de Ferrare; enfin, le diocèse d’Adria dépendit du patriarcat de Venise.
La Polésine de Ferrare fut ainsi limitée au seul territoire compris entre le cours principal, le bras du Po della Gnocca et le Po di Volano.
En 1866, après la troisième guerre d'indépendance italienne, le territoire fut annexé à l'Italie.
Des dernières années de 1800 et jusqu’à la Première Guerre mondiale, la Polésine fut l’objet d’un énorme flux migratoire vers l’Amérique du sud (Brésil et Argentine), mais aussi vers le triangle industriel (Turin-Gêne-Milan). À l’époque fasciste, l’émigration vers l’étranger ralentit, alors que commence un mouvement de population vers les marais pontins, dans le cadre des projets de bonification organisés par le régime.

## Inondations
La Polésine é été sujette à de nombreuses inondations ; les principales furent:
- 17 octobre 589 : la rupture de la Cucca qui libère les cours de l'Adige et du Mincio;
- 944 (ou 950) : la rupture du Pinzone, libère les cours de l'Adige et du Tartaro;
- 1152: la rupture de Ficarolo (rotta di Ficarolo) libère les cours du Pô, changeant radicalement la morphologie du Delta;
- automne 1438 : la rupture de Malopera, de l'Adige entre Castagnaro et Badia Polesine, causée par un conflit, provoque le déversement dans le Tartaro
- 17 septembre 1882 : une rupture de l'Adige inonda le territoire jusqu’au Canalbianco; 63 000 personnes abandonnèrent la terre pour émigrer en Amérique du Sud;
- 14 novembre 1951 : à la suite de fortes précipitations qui gonflèrent le cours du Pô, la  Polésine est dévastée par une inondation catastrophique qui provoqua 84 morts et plus de 180 000 sans abri;
- 4 novembre 1966 : une malencontreuse union entre la crue du Pô et le Scirocco (vent) empêcha le fleuve de se décharger dans la mer, provoquant la rupture des digues dans le bas Polésine et la perte définitive des territoires arrachés à la mer quelques dizaines d’années plus tôt.

## Phénomènes géologiques
Quand les marais des territoires de la partie Est du delta furent asséchés, dans les années 1950-60, apparut le phénomène de bradyséisme qui suivit la subsidence du terrain, provoqué par les puits méthaniers installés après la deuxième guerre mondiale et interdits en 1963. Ces extractions de gaz méthane provoquèrent un affaissement des terrains de 2 à 3 mètres (à Taglio di Po et Contarina).
Ces phénomènes furent la cause des inondations successives du Pô et de la mer, spécialement en 1960 et 1966, avec effets désastreux pour les territoires des îles Ariano et Della Donzella ainsi que de la Polésine Camerini. Avec celles de 1951, ces crues et subsidences successives sur les territoires des communes de Porto Viro et Rosolina détruisirent une grande partie des structures d’assainissement (canaux et stations de pompage), puis reconstruites pour protéger les territoires qui sont dorénavant sous le niveau de la mer.

## Sources
- (it) Cet article est partiellement ou en totalité issu de l’article de Wikipédia en italien intitulé « Polesine » (voir la liste des auteurs).